# Nowickia
Nowickia is een vliegengeslacht uit de familie van de sluipvliegen (Tachinidae).

## Soorten
- N. alpina (Zetterstedt, 1849)
- N. atripalpis (Robineau-Desvoidy, 1863)
- N. ferox (Panzer, 1809)
- N. macularia (Wiedemann, 1824)
- N. marklini (Zetterstedt, 1838)
- N. reducta Mesnil, 1970
- N. rondanii (Giglio-Tos, 1890)
- N. strobelii (Rondani, 1865)